# Sagrada Congregación del Índice

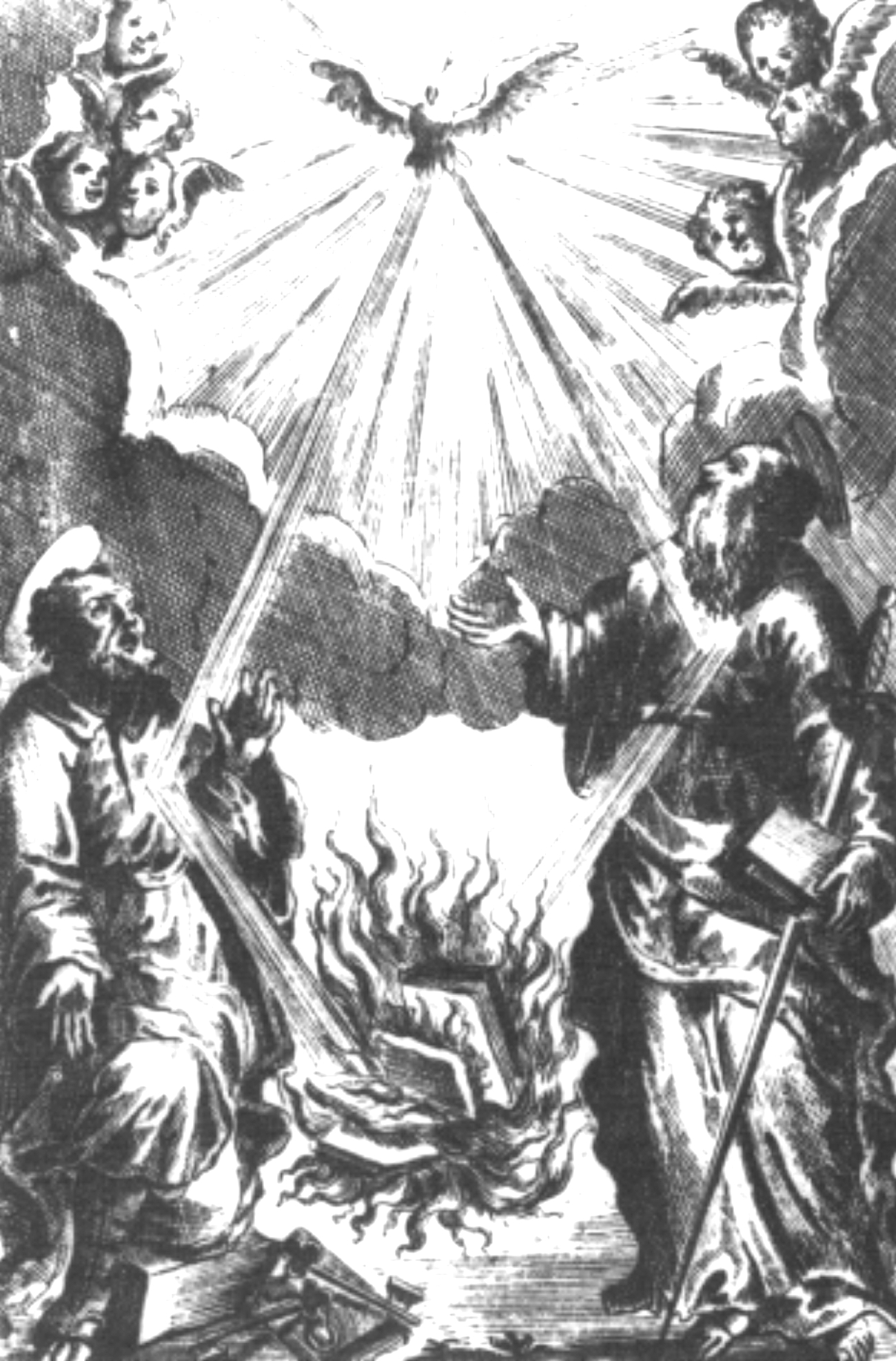
Ilustración publicada por la Congregación del Índice en el Index Librorum Prohibitorum (edición de 1711), en la que se representa al Espíritu Santo quemando libros prohibidos mediante la emanación de un haz sobrenatural que se refleja en el cuerpo de dos santos católicos.

La  Sagrada Congregación del Índice (en latín; Sacra Congregatio Indicis), fue la institución oficial de la Iglesia católica dedicada a la revisión y censura de libros u otras publicaciones impresas, entre los siglos XVI y XX. Su nombre se debe a que su principal acto público era la difusión regular y actualizada del Índice de Libros Prohibidos, listado de obras escritas repudiadas por el catolicismo. Organizada eclesiásticamente como una congregación de la curia romana (instancia equivalente a un ministerio en un estado laico), en la práctica era una junta de cardenales y otros altos prelados de la jerarquía central de la Santa Sede, que evacuaba decretos autorizando o prohibiendo la publicación y lectura de diferentes impresos, que normalmente eran denunciados a la congregación por jerarcas locales, como obispos y arzobispos. Las resoluciones iban de la prohibición absoluta de lectura y difusión (donec expurgetur), a la prohibición acompañada de una orden de modificación de los textos originales, denominada en lenguaje de la institución "corrección" (donec corrigatur).

## Historia
El papado comenzó a preocuparse recurrentemente en el tema de la censura desde que surgiera la imprenta en Alemania (hacia finales de la década de 1440). Así, los papas Inocencio VIII y Alejandro VI comenzaron a enviar instrucciones a los obispos de la Maguncia para que controlaran los contenidos impresos. El Concilio de Letrán V (mayo de 1512 a marzo de 1517) estableció formalmente la censura eclesiástica, entregando la potestad a las autoridades diocesanas. Pero las autoridades católicas sobre todo comenzaron a elaborar numerosos listados de obras prohibidas desde que surgiera el movimiento de reforma (a partir de octubre de 1517). En 1542 el papa Pablo III creó la Inquisición romana ("Sagrada Congregación de la Romana y Universal Inquisición"), que desde un principio tenía entre sus atribuciones oficiales la prohibición de libros.
Estos esfuerzos de censura comenzaron pronto a ser secundados por autoridades civiles católicas y la jerarquía religiosa local. Así, por ejemplo, en 1558 Felipe II de España, a imitación de un encargo similar que había hecho su padre (Carlos V) a la Universidad de Lovaina, había mandado a Inquisición Española elaborar un "memorial" o "expurgatorio" de obras repudiables desde el punto de vista católico, con el fin de prohibirlas en su reino. 
Prácticamente al mismo tiempo, el papa Pablo IV (antes el primer inquisidor general, Gian Pietro Carafa) publicó el primer índice pontificio (llamado comúnmente Index Paulino) en el último año de su reinado (1559). Su índice establecía tres categorías: obras completas de determinados autores (principalmente protestantes, pero también católicos como Erasmo de Róterdam), obras determinadas de algunos autores, y obras anónimas. Y además condenó a 59 impresores con cualquier obra que saliera de sus instalaciones.
Su sucesor, Pio IV, junto con publicar el llamado Index Tridentino (que revisaba el anterior), estableció una norma para la prohibición de obras escritas en la constitución Divini Gregis, del 24 de marzo de 1564, que originalmente debía ser aplicado por la Inquisición romana, que venía centralizando el ejercicio de la censura y persecución de opiniones heterodoxas, en el marco de la lucha ideológica y teológica relanzada por el papado con el Concilio de Trento. 
El siguiente papa, San Pio V (cuya carrera eclesiástica también había consistido primordialmente en labores de inquisidor), estableció la repartición especial dedicada a la censura: la Congregación del Índice (1571), encargada de la publicación sucesiva del listado de textos "prohibidos y expurgados". Con todo, en los siglos siguientes la congregación de la Inquisición romana siguió conservando atribuciones respecto de la censura de obras escritas, anexando sus propias prohibiciones a las decretadas por la Congregación del Índice. 
Esta congregación finalmente, en tiempos de Clemente VIII (1596), publicó un índice que duplicaba el número previo de libros prohibidos, agregando 1.100 nuevos títulos a la lista. En total, solo durante el siglo XVI las autoridades pontificias condenaron 2.200 obras.

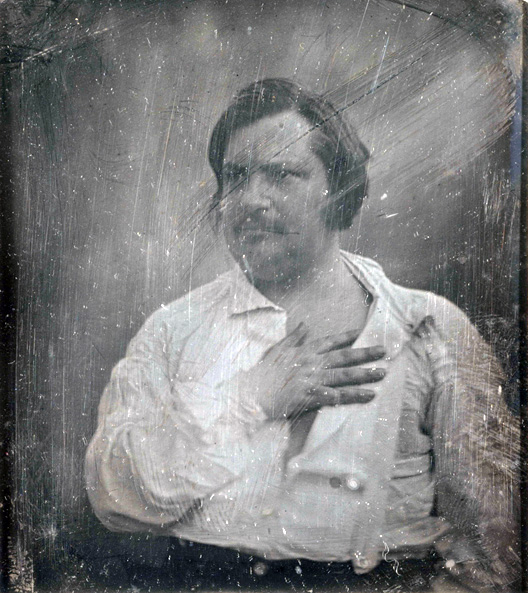
El novelista Honoré de Balzac, uno de los numerosos autores cuya obra completa fue prohibida por la Congregación del Índice.

Entre fines del siglo XVI (1590) y mediados del siglo XX (1948) se publicaron 30 índices de libros prohibidos: 3 en el siglo XVI, 3 en el XVII, 7 en el XVIII, 6 en el XIX y 11 en el XX. De este índice romano se imprimieron alrededor de 300 ediciones, hasta su eliminación en 1966. En ellos se prohibió la lectura de las obras completas de autores como Balzac, D'Annunzio, Anatole France, David Hume, Emile Zola, Stendhal y Voltaire; además de obras capitales de Nicolás Copérnico, Galileo Galilei, Blas Pascal, Rabelais, Montaigne, Maquiavelo, Samuel Richardson (Pamela o la virtud recompensada), Jean-Jacques Rousseau (El contrato social), Immanuel Kant, John Stuart Mill (Principios de Economía Política) y Victor Hugo (Los miserables). También se prohibió libros anónimos como El Lazarillo de Tormes y obras colectivas de consulta como la Enciclopedia Larousse Además, se prohibió la lectura de la Biblia traducida del latín a las lenguas maternas de los fieles ("lenguas vernáculas" en los documentos vaticanos), salvo en casos excepcionales en que hubiese una autorización especial.
En 1917, continuando el proceso iniciado por San Pío X de reunir y eliminar dependencias de la compleja administración vaticana, Benedicto XV disolvió la Congregación del Índice y entregó (o devolvió) sus funciones de censura a la Inquisición romana,  que había sido rebautizada como "Congregación del Santo Oficio" en 1908.  Esta congregación cambió de nombre en 1965, ocasión en que Pablo VI le conservó su función de "prohibir libros", llamándose hasta la actualidad Congregación para la Doctrina de la Fe. Pero al año siguiente, 1966, se consideró poco práctico seguir con la elaboración de la lista y -frente al creciente caudal de publicaciones- fue eliminado el Índice de Libros Prohibidos, a contrapelo de la opinión del cardenal Ottaviani (prefecto de la Doctrina de la Fe y principal voz del bando conservador en el Concilio Vaticano II), quien en una entrevista poco antes de se adoptara la extinción del Index descartaba cualquier cambio futuro sobre el particular.

## Antecedentes
La tradición cristiana de la "expurgación" de libros es más antigua. Como resultado del primer Concilio de Nicea, el emperador Constantino I decretó en 325 que los escritos de Arrio (por ejemplo la Thalia, hoy desaparecida) fuera quemados y quienes encubrieran el texto fueran sentenciados a muerte.  En el año 400, Teófilo de Alejandría promulgó ya un decreto emanado como autoridad religiosa, ordenando que nadie en Egipto conservara los escritos de Orígenes "o los leyera". En el año 446 el papa León Magno ordenó quemar los escritos de los maniqueos. El primer sínodo que ordenó directamente la quema de textos, en 681, fue el Concilio de Constantinopla III.
Antes de todo eso, de acuerdo al texto  Hechos de los Apóstoles en el siglo I se habría producido la primera quema de libros cristiana en Éfeso, durante una visita de Pablo de Tarso. En esa ocasión, según el relato, algunos habitantes "que practicaban la magia", impresionados por los exorcismos cristianos, habrían incendiado una pila con sus libros, equivalentes a un valor que el autor estima en "cincuenta mil monedas de plata". A diferencia de los ejemplos anteriores, en esta narración los libros habrían sido quemados voluntariamente por sus dueños.

## Prefectos

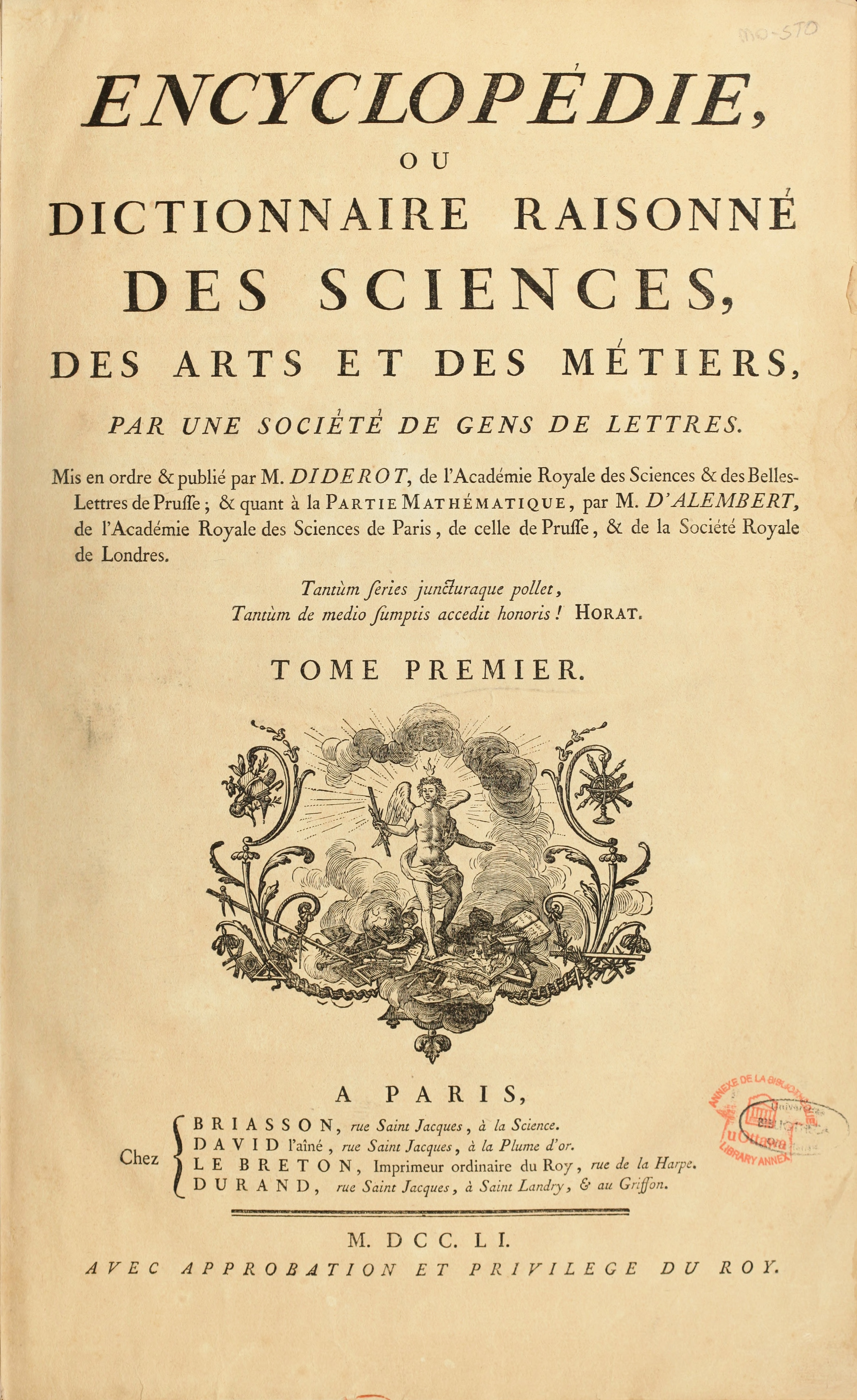
L'Encyclopédie editada entre los años 1751 y 1772 bajo la dirección de Diderot y D’Alembert, otra obra prohibida por la congregación.

La congregación era dirigida por un cardenal-prefecto, quien muchas veces coincidía (aunque no necesariamente) también en el rol de Penitenciario mayor de la Santa Sede.
- Archangelo de' Bianchi 1572-1575?

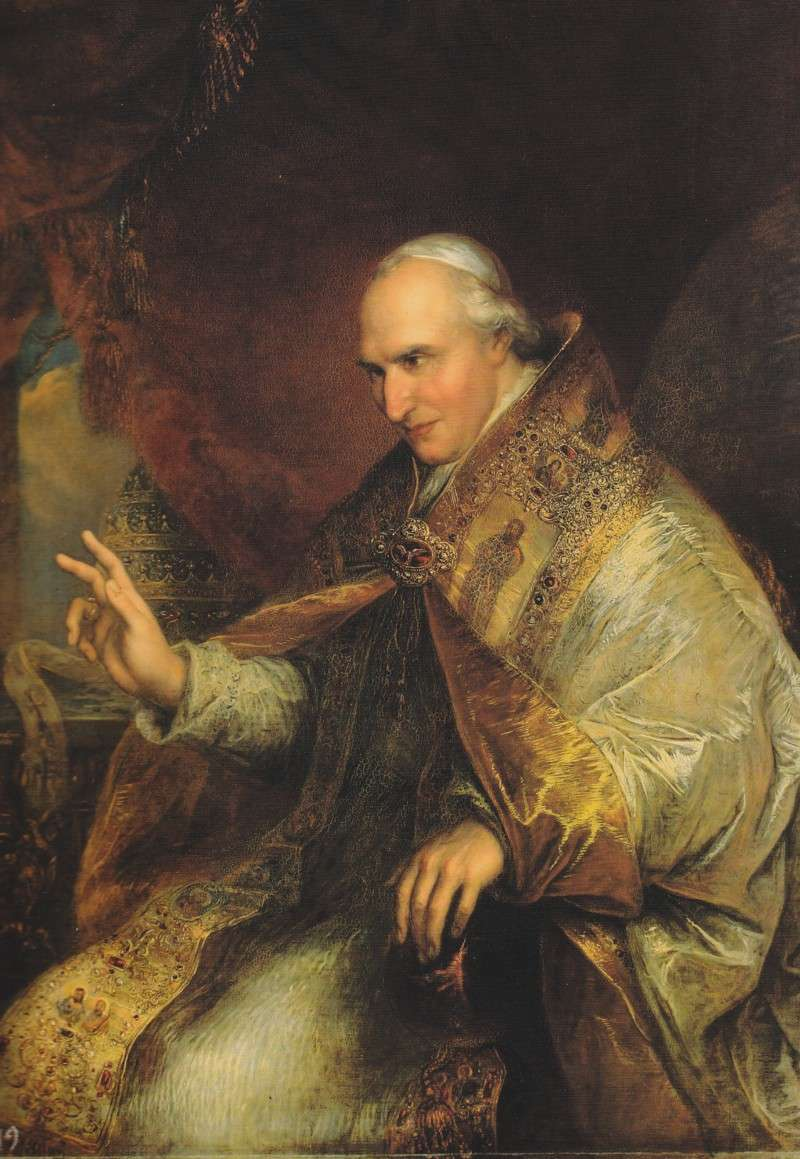
Pío VIII antes de llegar a papa fue prefecto de la Congregación del Índice. Durante su período como prefecto se prohibió la lectura de la Crítica de la Razón Pura de Immanuel Kant (decreto del 8 de julio de 1827), entre muchas otras obras.

- Marco Antonio Colonna, seniore 1585-1590
- Philippe de Lénoncourt 1588-1592

- Bonifazio Bevilacqua Aldobrandini 1601-1602?

- Agostino Valier 1579?-1607

- Robert Bellarmin 1621

- Girolamo Casanate 1693-1700?
- Tommaso Maria Ferrari 1696-

- Carlo Agostino Fabroni 1716-1726
- Gianantonio Davia 1726-1740
- Leandro di Porzia 1740
- Angelo Maria Quirini 1740-1755
  - Giuseppe Spinelli, pro-prefecto durante la ausencia del cardenal Quirini
- Francesco Landi Pietra 1755-1757
- Antonio Andrea Galli 1757-1767
- Benedetto Veterani 1767-1776

- Leonardo Antonelli 1795-1801
- Hyacinthe-Sigismond Gerdil 1801-1802
- Michelangelo Luchi 1802
- Stefano Borgia 1802-1803
- Lorenzo Litta 1803-1816
- Francesco Fontana 1816-1818
- Michele Di Pietro 1818-1821
- Francesco Saverio Castiglioni 1821-1829, más tarde papa Pío VIII
- Pietro Caprano 1829-1834
- Giuseppe Antonio Sala 1834
- Giacomo Giustiniani 1834-1843
- Angelo Mai 1843-1849
- Giacomo Luigi Brignole 1849-1853
- Girolamo D'Andrea 1853-1861, résigne
- Lodovico Altieri 1861-1863
- Antonio Saverio De Luca 1863-1878
- Tommaso Maria Martinelli 1878-1888?

- Placido Maria Schiaffino 1888-1889
- Camillo Mazzella 1889-1893
- Serafino Vannutelli 1893-1896
- Andreas Steinhuber 1896-1907?
- Francesco Segna 1908-1911
- Francesco Salesio Della Volpe 1911-1916

## Obras prohibidas de y sobre Latinoamérica

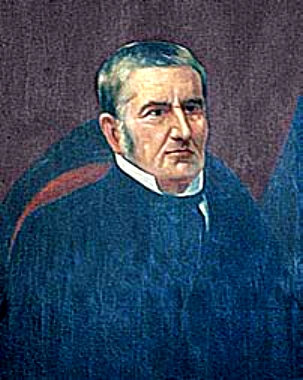
Francisco Javier Mariátegui, uno de los firmantes de la Declaración de Independencia del Perú y varias veces presidente de la Corte Suprema de ese país. Un ensayo suyo sobre tratados diplomáticos entre los Estados Pontificios y las nuevas naciones latinoamericanas fue censurado por la Congregación del Índice.

En Latinoamérica, durante el período colonial, además de regir las prohibiciones de la Congregación del Índice, estaba vigente la censura adicional de la Inquisición Española y la Inquisición Portuguesa, que era las instancias a la que habitualmente elevaban sus denuncias las autoridades católicas locales en ese período. 

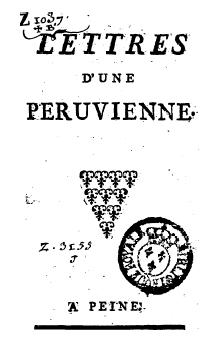
Lettres d'une péruvienne ("Cartas de una peruana"), novela de Françoise de Graffigny, célebre en su tiempo, también prohibida por el Índice.

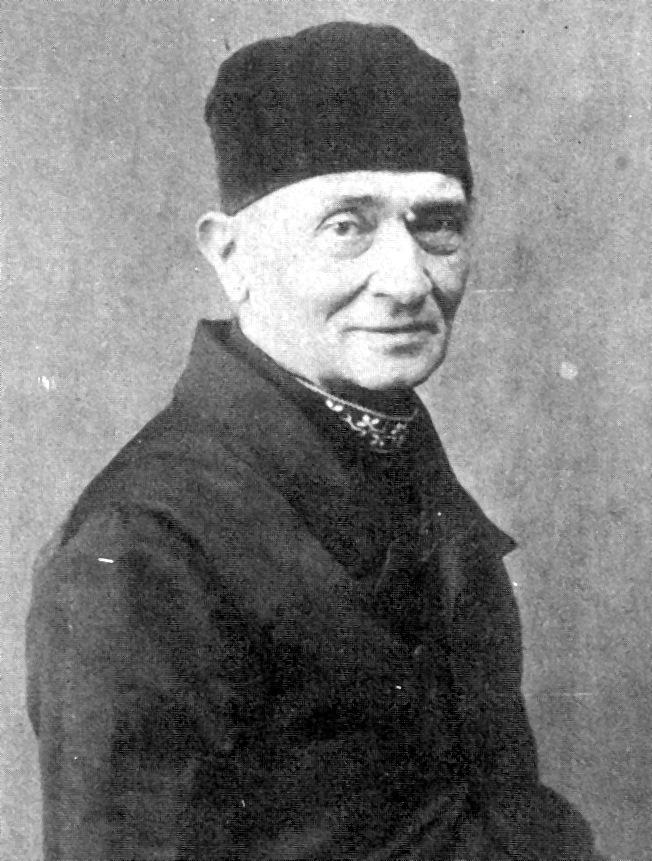
Francisco de Paula González Vigil, clérigo, político, educador, escritor y director de la Biblioteca Nacional de Perú por 32 años, el autor latinoamericanos más veces censurado por la Congregación del Índice.

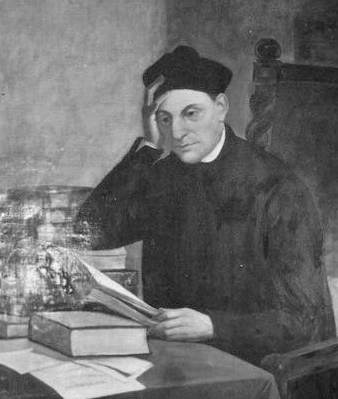
Manuel Lacunza, jesuita chileno autor de un ensayo milenarista censurado por la Congregación del Índice.

Pero aunque la Congregación del Índice, en la inmensa mayoría de los casos, centró su atención en obras europeas y de tema europeo (sobre todo escritas en italiano y francés) hubo textos relativos a Latinoamérica o escritos por autores latinoamericanos que fueron prohibidos por la institución, permaneciendo muchos de ellos en el Index Librorum Prohibitorum hasta su extinción en 1966. La mayoría de estas obras, antes de la independencia de los países latinoamericanos, solo concitaron la atención de la Congregación del Índice al ser publicadas en Europa.
Las siguientes son algunas obras latinoamericanas o relativas a Latinoamérica que se pueden encontrar en el Index, ordenadas cronológicamente de acuerdo a su fecha de prohibición:

### Siglo XVIII
- Françoise de Graffigny, escritora francesa: Lettres d'une péruvienne. O en español "Cartas de una peruana", prohibida en 1765. Novela epistolar que narra las desventuras de una princesa inca, secuestrada por los españoles durante la Conquista.

- Raimondo di Sangro, científico y masón italiano: Lettera apologetica dell'esercitato accademico della Crusca, contenente la difesa del libro intitolato: Lettera d'una peruana, per rispetto alla supposizione de' Quipu. Libro que argumenta a favor de la anterior novela de Françoise de Graffigny, "Cartas de una peruana". El libro de Di Sangro fue prohibido en 1752.

- Samuel Engel: Essai sur cette question: Quand et comment l'Amérique a-t-elle été peuplée d'hommes et d'animaux? par E.B. d'E. Obra sobre el poblamiento de América y el origen de los indígenas americanos. Publicada en Ámsterdam en 1767 y prohibida en 1772.[22]

- Cornelius de Pauw, filósofo y geógrafo holandés, y Antoine-Joseph Pernety, escritor francés: Recherches philosophiques sur les Américains, ou mémoires intéressants pour servir à l'histoire de l'espèce humaine par mr. De P***, avec une dissertation sur l'Amérique et les Américain par Dom Pernety. Esta "Investigaciones filosóficas sobre los americanos...", planteaba varias teorías científicas que se discutieron académicamente en su época, entre ellas una acerca de la influencia del medio físico americano en la supuesta degeneración de personas y especies animales. Fue prohibida en 1777.[23]

- Diego José Fuensalida, jesuita exiliado desde Chile a Italia: Analisi del concilio diocesano di Pistoja celebrato nel mese di settembre dell'anno 1786, o sia saggio de' molti errori contro la fede contenuti nello stesso concilio. Obra adversa al jansenismo, publicada bajo el pseudónimo Giuseppe Antonio Rasier y prohibida en 1797).

- Andrés Febrés, jesuita exiliado desde Chile a Italia: "Seconda memoria cattolica..." A Febres se le acusó, supuestamente de manera errada de ser el autor de una primera "memoria cattolica". Tras ser procesado por esa razón publicó esta segunda memoria, denunciando un hipotético complot de los reyes europeos en contra los jesuitas y la Iglesia Católica y anunciando la futura independencia de las colonias americanas, si el rey de España se privaba de la ayuda de los jesuitas para evitarla. Obra prohibida en 1788.[24][25]

### Siglo XIX
- Manuel Queipo (¿Manuel Quiepo Abbot?): Exposición (Breve) sobre el real patronato y sobre los derechos de los obispos electos de América, que en virtud de los reales despachos de presentación y gobierno administran sus iglesias antes de la confirmación pontificia. Obra prohibida en 1820.

- Anónimo (Juan Antonio Llorente, eclesiástico y apóstata español). Discursos sobre una constitución religiosa considerada como parte de la civil nacional. Su autor, un americano. La da a luz Don Juan Antonio Llorente, Doctor en Sagrados Cánones, Imp. Stahl, 1820. Prohibida en 1822. En ella Llorente, que formó parte de la Inquisición y luego se volvió apóstata, asume la identidad de un "americano" para teorizar sobre la relación entre Iglesia y Estado.

- Manuel Lacunza, jesuita chileno exiliado en Italia: La venida del Mesias en gloria y magestad, observaciones dirigidas al sacerdote cristófilo. Obra milenarista publicada bajo el pseudónimo de Juan Josaphat Ben-Ezra, prohibida en 1824. Influenció al predicador inglés William Miller, y a través de este a los movimientos herederos de su ideas: Adventistas del Séptimo Día y Testigos de Jehová.

- Dominique Dufour de Pradt, diplomático francés: Concordat de l'Amérique avec Rome y Congrès de Panamá. Obras sobre temas diplomáticos, prohibidas en 1827 y 1828 respectivamente.

- Francisco de Paula González Vigil, clérigo e intelectual peruano liberal, quizá el autor latinoamericano más prohibido en el Index: Defensa de la autoridad de los gobiernos y de los obispos contra las pretensiones de la curia romana. (prohibida en 1851), Carta al papa y análisis del breve de 10 de iunio (prohibida en 1852), Compendio de la defensa de la autoridade los gobiernos contra las pretensiones de la curia romana, Adiciones a la defensa de la autoridad de los gobiernos contra las pretensiones de la curia romana (ambas prohibida en 1853), Diálogos sobre la existencia de Dios y de la vida futura y Manual de derecho público eclesiástico para el uso de la juventud americana (ambas prohibida en 1864).

- Juan Gualberto Valdivia, clérigo peruano: Disertación sobre el celibato leída en la academia de ciencias y artes de Arequipa en la sesión ordinaria del lunes 14 de mayo de 1827 (prohibida en 1857).

- Francisco Javier Mariátegui, abogado peruano: Reseña histórica de los principales concordatos celebrados con Roma y breves reflexiones sobre el último habido entre Pio IX y el gobierno de Bolivia (prohibida en 1857).

- Anónimo (publicado en Perú, anónimo identificado por algunos contemporáneos como González Vigil):[26] Defensa de la yglesia católica contra la bula dogmática de Pio IX en 8 de diciembre de 1854, por un americano, al congreso de la alianza evangélica (prohibida en 1859).

- Louis Testory, abate y capellán del ejército expedicionario francés en México:L'empire et le clergé mexicain ("El imperio y el clero mexicano", prohibida en 1865).

- Manuel do Monte Rodrigues de Araújo, obispo de Río de Janeiro: Elementos do direito ecclesiastico publico e particular em relação à disciplina general da igreja e com applicação aos usus de igreja do Brasil y Compendio de theologia moral, segunda edição portugueza, correcta e annotada (ambas prohibidas bajo el régimen donec corrigitur en 1869).

### Siglo XX
- Francisco Regis Planchet: La enseñanza religiosa en la arquidiocesis de México, y suplemento á la obra "El derecho canónico", El derecho canónico y el clero mexicano, ó sea anotaciones al concilio V mexicano (ambas prohibidas en 1901) y El absolutismo episcopal en la república mexicana; apuntes para la historia (prohibida en 1908).

- Rafael Uribe Uribe, abogado, diplomático y polemista colombiano: De cómo el liberalismo político colombiano no es pecado (prohibida en 1914).

- Juan de Guernica: La perla de la Habana; sor Maria Ana de Jesus Castro, religiosa capuchina del convento de Plasencia (prohibida en 1916).